# Matt Hyson
Matthew "Matt" Hyson (13 de agosto de 1970) es un luchador profesional retirado estadounidense, más conocido por sus actuaciones en Extreme Championship Wrestling (ECW) y World Wrestling Federation/Entertainment (WWF/E) bajo el nombre de Spike Dudley y en Total Nonstop Action Wrestling (TNA) como Brother Runt. 
Entre sus logros, ha sido dos veces Campeón en Parejas de la ECW, una vez Campeón Peso Crucero de la WWE, una vez Campeón en Parejas de las WWF, una vez Campeón Europeo de la WWF/E y siete veces Campeón Hardcore de la WWF/E.

## Carrera
Antes de su carrera como luchador, Hyson recibió un título de Bachelor of Arts (Licenciatura en Artes) de Skidmore College en Saratoga Springs, Nueva York, y era un maestro de Inglés del tercer grado de Rhode Island. Durante el documental Beyond the Mat, con una gran hemorragia Hyson ofrece la línea "I shall, I do" (en donde Enrique IV de Inglaterra responde a una petición de Sir John Falstaff en la obra Enrique IV, parte 1 de Shakespeare).
En mayo de 1993, Hyson entró a la All Pro Wrestling como "Boot Camp" (recluta de campo), en Hayward, California, para entrenar como un árbitro y mánager. Rápidamente comenzó a entrenar para ser un luchador, y así pasó los próximos tres años en promociones independientes de California.

### Extreme Championship Wrestling (1996-2001)
Hyson debutó en la Extreme Championship Wrestling en agosto de 1996, y ganó fama como "Little" Spike Dudley, siendo parte de la familia Dudley. Su personaje en el ring era la del "enano" de la familia. Sus siglas (LSD) y su remate final (Corner springboard cutter llamado el "Acid Drop") fueron referencias a drogas, e incluso a veces se quedaba mirando a sus manos agitándolas delante de él como si estuviera en un viaje. Rápidamente se ganó el apodo de "The Giant Killer" (El Asesino de Gigantes), y derrotó a los más grandes Mabel y Ulf Herman en un Handicap match en 2001, en el espectáculo November to Remember. En la final de dos pay-per-views fue derrotado por Bam Bam Bigelow, sin embargo, en el Hardcore Heaven logró ganarle.

### World Wrestling Federation / Entertainment (2001-2005)
Hyson debutó el 19 de marzo de, de 2001 episodio de Raw is War, ayudando a sus medio hermanos, Bubba Ray y D-Von, para derrotar a Edge & Christian y así ganar el World Tag Team Championship. Comenzó acompañándoles al ring para sus luchas; Sin embargo, fue durante este tiempo que Hyson comenzó un noviazgo en pantalla con Molly Holly durante un combate entre los Dudley Boyz y The Holly Cousins, lo que llevaría a una rivalidad contra The Holly Cousins. [2] Los Dudleys finalmente pusieron a Molly en una mesa y la rompieron en frente de Spike Dudley durante una lucha en Australia. Hyson hizo equipo con Kane para desafiar a los Dudley Boyz en el King of the Ring por su Campeonato Mundial en Parejas en venganza por haber perdido después de recibir un 3D en un combate. Durante la invasión, Hyson se mantuvo leal a la WWF, en su defecto para unirse a la Alianza a pesar de su condición de exalumno de la ECW. Fue durante la invasión que su relación con Molly llegó a su fin cuando ella se volvió contra él, aliándose con The Hurricane.

Hyson luchó principalmente como Face durante un tiempo en la WWE. Sus peleas y alianzas con sus dos hermanos mayores, Ray y D-Von a menudo tomaban el centro de atenció, pero formó un tag team con el Big Show, Bubba Ray y Tazz, el último de los cuales se convirtió en un campeón del tag team al derrotar a sus hermanos en 2002. [6] en ese mismo año, ganó el Campeonato Europeo una vez y el Campeonato Hardcore en ocho ocasiones distintas. Dudley también arregló sus problemas con su hermano Bubba y la pareja se unió para crear el team The Un-Americans a finales de 2002. [2]
Dudley se lesionó después de haber perdido durante una lucha tag team de 10 hombres en Raw en septiembre de 2003. La Résistance arrojó a Spike a fuera del ring, pero Spike no cayó sobre la mesa que se suponía que debía estrellarse. Después de algún tiempo fuera de combate, Spike regresó y venció a René Duprée para obtener venganza por su lesión. [2]
En 2004, Hyson fue reclutado a la marca SmackDown!, en la que en un momento tuvo el Campeonato Peso Crucero de la WWE . [7] Durante este tiempo, la mayor exposición de Dudley llegó cuando se convirtió en heel atacando al luchador face Rey Mysterio; Luego comenzó a luchar como el "jefe" de los Dudley Boyz. [2] Además de iniciar una pelea con Mysterio, también comenzó a disputas con el entonces babyface, Billy Kidman , Paul London y John Cena. Con el tiempo Perdió el Campeonato Peso Crucero contra Funaki en Armageddon. [8] Hizo su última aparición en la WWE en el ECW One Night Stand el 12 de junio de 2005, ayudando a los Dudley a ganar una pelea por equipos. [9] En el evento, Spike iba vestido como su antiguo carácter ECW (Camisa teñida y overol), pero aún seguía con su personaje de "jefe" de los Dudley Boyz. Hyson fue liberado de su contrato con la WWE el 5 de julio de 2005 junto con otros siete luchadores en lo que se cree que era una medida de reducción de costos de la empresa.

### Total Nonstop Action Wrestling (2006-2007)
Al salir de la WWE, Hyson cambió el nombre a Matt "LSD" Hyson. Hyson pasó a luchar en Shane Douglas ' Hardcore Homecoming y compitió regularmente tanto para la conexión New York Lucha, Top Promociones de la cuerda , y 2CW Squared Circle de lucha.
Hyson debutó en la Total Nonstop Action Wrestling en la edición de abril 13 de, episodio 2006 de TNA Impact! , La prevención de Eric Young de la conducción Brother Devon a través de una mesa y atacar a cada miembro del equipo de Canadá . [11] Hyson luego celebra con Brother Devon y Brother Ray, con él que lo identifica como "Hermano Spike" y luego "Hermano Runt". [2] Hermano Runt siguió siendo una parte de Team 3D durante peleas con Abyss y la banda de James .
En la feria "Guerra Hardcore" de UFW, Spike declaró que había sido enviado un contrato para competir en la WWE Después de una noche . Pico llevó a cabo el contrato y lo rompió en pedazos delante de la multitud en vivo indicando que él se mantiene fiel a TNA.
A través del resto del año, el Hermano Runt continuó su feudo con Abyss y varios otros luchadores de peso pesado, mientras que tienen una alianza de corta duración con Cuervo (Raven salvó Hermano Runt de ser aplastado a través de dos mesas apiladas cubiertas de placas de chincheta-cubiertos de Abismo, antes lanzar Abyss en sí mismo), antes de volverse sobre el Raven el 15 de septiembre de 2006. [12] en septiembre y octubre de 2006 Hyson había formado un nuevo aspecto, muy similar a Travis Bickle en la exitosa 1976 película Taxi Driver completa con el ejército verde de la marca de Bickle chaqueta y mohawk . En No Surrender (2006) , Hermano Runt compitió en una danza de 3 vías sin descalificación que fue ganado por Abyss, en Bound for Glory (2006) , Hermano Runt compitió en partido de la bola de un fatal de cuatro vías del monstruo que fue ganado por Samoa Joe . En diciembre 21 de episodio de Impact! Hermano Runt hizo su primera aparición en TNA desde hace tiempo disfrazado de Santa Claus, y posteriormente fue golpeado por el Latin American Xchange (LAX) hasta que fue salvado por Eric Young, Sonjay Dutt , Jay Lethal , y Petey Williams . [13]
En TNA Final Resolution el 21 de enero de 2007, un borracho Hermano Runt costó su equipo 3D compañeros de equipo de la NWA World Tag Team Championship partido contra LAX (Valores de Estados Unidos de América) saltando en homicidio. [14] Runt pronto volvió a la edición de abril 12 Episodio de impacto! tras ser atacado por detrás del escenario LAX. Se burlaron de él por Konnan que disparó un arma Taser en lo que le causó Hermano Runt a rodar en el dolor. [15] El 15 de agosto de 2007, Runt fue liberado de TNA después de varios meses de inactividad.
Circuito independiente y otras apariencias (2007-2010)
Hyson, como punto Dudley presenta en el tensor en una lucha del Squared Circle (2CW) evento en vivo en Watertown, Nueva York el 13 de julio de 2014.
Después de que él se separó de TNA, Hyson trabajó para diferentes promociones independientes como Top Promociones de la cuerda (donde fue un entrenador), Lucha círculo al cuadrado (2 CW), y de lucha Big Time (BTW). [1] Desde su regreso a las Indias , él volvió a su ECW y WWE nombre de punto Dudley.
El 16 de abril de 2009, el Hermano Runt y las bolas Mahoney apareció en TNA Impact! En un taxi interrumpir Mike Tenay y Don West para desear suerte a Team 3D en su partido en Lockdown . Más tarde fueron atacados por Beer Money .
Hyson hizo una aparición especial al de TNA 15 de marzo de, 2010 episodio de Impact! En una pelea por equipos de seis hombres, donde él y Team 3D fueron derrotados por los muchachos desagradables y Jimmy Hart . Esto se dice que es una oferta de tiempo. [16] El 4 de agosto de 2010, se confirmó que Hyson estaría tomando parte en demostración de la reunión de ECW de TNA, Hardcore Justice , el 8 de agosto [17] En el caso de Hyson, una vez de nuevo utilizando el nombre del anillo Hermano Runt, fue derrotado por Rhino en un partido de tres vías, que también incluyó a al Snow . [18]

### Retiro (2010)
Hyson luchó su combate de retiro el 11 de septiembre de 2010, perdiendo ante Shane Williams, en Real Action Wrestling's September 2 Remember, en St Albans, Vermont.

## Vida personal
A mediados de 2006, Hyson abrió una escuela de lucha libre profesional en New Bedford (Massachusetts).

## En lucha

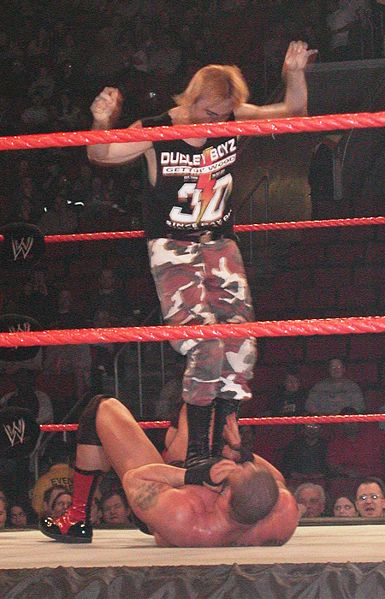
Hyson executing a diving double foot stomp en Rodney Mack in 2003

- Movimiento final
  - Dudley Dog[1] (WWE / circuito independiente) / Acid Drop (ECW / TNA) (Corner springboard cutter)

- Movimientos de firma
  - Battering ram
  - Diving clothesline
  - Diving double foot stomp
  - Dropkick
  - Forearm smash
  - Hurricanrana
  - Moonsault
  - Three quarter facelock bulldog
  - Neckbreaker
  - Tornado DDT

- Nicknames
  - "The Boss" (WWE)
  - "The Giant Killer" (ECW)[1]
  - "The Little Show" (While teaming with The Big Show; WWF)[1]
  - "Little" Spike Dudley (LSD) (ECW)[1]
  - "ECW's Iron Man" (ECW)
  - "The Runt of the Litter" (ECW / WWE)
  - "One Tough Little Bastard" (WWE)

## Campeonatos y logros
- Big Time Wrestling (California)
  - BTW Cruiserweight Championship (1 vez)[4]

- Big Time Wrestling (Massachusetts)
  - BTW Heavyweight Championship (1 vez)

- Chaotic Wrestling
  - CW Tag Team Championship (1 vez) – con Kyle Storm[5]

- Extreme Championship Wrestling
  - ECW World Tag Team Championship (2 veces) – con Balls Mahoney[6][7]

- New York Wrestling Connection
  - NYWC Heavyweight Championship (1 vez)[8]

- Pro Wrestling Illustrated
  - Ubicado en el #51 de los PWI 500 en 2004[9]
  - Ubicado en el #455 de los "PWI 500" en 2003[10]

- World Wrestling Federation / World Wrestling Entertainment
  - WWE Cruiserweight Championship (1 vez)[11]
  - WWF/E European Championship (1 vez)[12]
  - WWF/E Hardcore Championship (8 veces)[13]
  - WWF Tag Team Championship (1 vez) – con Tazz[14]

- Wrestling Observer Newsletter awards
  - Worst Worked Match of the Year (2006) TNA Reverse Battle Royal on TNA Impact![15]